# The Beginning
The Beginning je celkem šesté studiové hudební album electropopové a hip-hopové skupiny The Black Eyed Peas.

## Tracklist
| Standard Edition |                              |                                                | |       |
| #                | Název                        | Producent(i)                                   | Text napsal(i)                                                                                             | Délka |
| 1                | "The Time (Dirty Bit)"       | will.i.am, DJ Ammo                             | William Adams, Damien LeRoy, John DeNicola, Franke John Previte, Allan Pineda, Donald Markowitz            | 5:07  |
| 2                | "Light Up The Night"         | will.i.am                                      | William Adams, Keith Harris, Ricky Walters, Allan Pineda                                                   | 4:21  |
| 3                | "Love You Long Time"         | will.i.am                                      | William Adams, Joshua Alvarez, Stacy Ferguson                                                              | 3:45  |
| 4                | "XOXOXO"                     | will.i.am                                      | William Adams, Jean Baptiste, Allan Pineda                                                                 | 3:45  |
| 5                | "Someday"                    | will.i.am, Free School                         | William Adams, Jaime Gomez, Jean Baptiste, Allan Pineda                                                    | 4:33  |
| 6                | "Whenever"                   | will.i.am                                      | William Adams, Stacy Ferguson                                                                              | 3:16  |
| 7                | "Fashion Beats"              | will.i.am, DJ Ammo                             | William Adams, Keith Harris, Nile Rodgers, Bernard Edwards, Stacy Ferguson                                 | 5:20  |
| 8                | "Don't Stop The Party"       | DJ Ammo, will.i.am                             | Joshua Alvarez, William Adams, Jaime Gomez, Damien LeRoy, Stacy Ferguson, Allan Pineda                     | 6:07  |
| 9                | "Do It Like This"            | DJ Ammo                                        | William Adams, Jaime Gomez, Damien LeRoy, Allan Pineda                                                     | 5:29  |
| 10               | "The Best One Yet (The Boy)" | will.i.am, David Guetta                        | William Adams, Jaime Gomez, Jean Baptiste, Giorgio Tuinfort, Allan Pineda, David Guetta, Sylvia Gordon     | 3:46  |
| 11               | "Just Can't Get Enough"      | will.i.am, DJ Ammo, Rodney "Darkchild" Jerkins | Joshua Alvarez, William Adams, Stephen Shadowen, Jaime Gomez, Stacy Ferguson, Rodney Jerkins, Allan Pineda | 3:39  |
| 12               | "Play It Loud"               | Free School                                    | William Adams, Michael McHenry, Jean Baptiste                                                              | 4:21  |

| Deluxe Edition and Super Deluxe Edition Bonus Tracks |                 |                            | |       |
| #                                                    | Název           | Producent(i)               | Text napsal(i)                                                                                      | Délka |
| 13                                                   | "The Situation" | apl.de.ap, Replay, DJ Ammo | William Adams, Ryan Buendia, Stacy Ferguson, Allan Pineda                                           | 4:25  |
| 14                                                   | "The Coming"    | will.i.am                  | William Adams, Joshua Alvarez, Jaime Gomez, Jean Baptiste, Paul Love, Barrington Levy, Allan Pineda | 4:19  |
| 15                                                   | "Own It"        | will.i.am                  | William Adams                                                                                       | 3:13  |

| Super Deluxe Edition Bonus Tracks |                                                 |                                        |                                                                                        |       |
| #                                 | Název                                           | Producent(i)                           | Text napsal(i)                                                                         | Délka |
| 16                                | "Everything Wonderful" (featuring David Guetta) | will.i.am, David Guetta                | William Adams, Jaime Gomez, Giorgio Tuinfort, David Guetta, Allan Pineda               | 4:03  |
| 17                                | "Phenomenon"                                    | will.i.am, Sandy Wee, Giorgio Tuinfort | William Adams, Jean Baptiste, Buendia, Stacy Ferguson, Allan Pineda                    | 3:40  |
| 18                                | "Take It Off"                                   | will.i.am, DJ Ammo, Labrinth           | William Adams, Jaime Gomez, Beleegh Hamdi, Stacy Ferguson, Allan Pineda, Hamza Mohamed | 4:10  |

| Super Deluxe Edition (CD 2) - The Best of The E.N.D. |                   |                                                  | |       |
| #                                                    | Název             | Producent(i)                                     | Text napsal(i) | Délka |
| 1                                                    | "Boom Boom Pow"   | will.i.am, Jean Baptiste, Poet Name Life         | William Adams, Allan Pineda, Jaime Gomez, Stacy Ferguson                                                                                      | 4:11  |
| 2                                                    | "I Gotta Feeling" | David Guetta, Frédéric Reisterer                 | William Adams, Allan Pineda, Jaime Gomez, Stacy Ferguson, David Guetta, Frédéric Reisterer                                                    | 4:49  |
| 3                                                    | "Meet Me Halfway" | Keith Harris, William Adams                      | William Adams, Allan Pineda, Jaime Gomez, Stacy Ferguson, Keith Harris, Jean Baptiste, Sylvia Gordon                                          | 4:44  |
| 4                                                    | "Imma Be"         | Keith Harris, William Adams                      | William Adams, Allan Pineda, Jaime Gomez, Stacy Ferguson, Keith Harris, Jared Tankel, Daniel Foder, Thomas Brenneck, Michael Deller           | 4:17  |
| 5                                                    | "Rock That Body"  | David Guetta, will.i.am, Mark Knight, Funkagenda | William Adams, Allan Pineda, Jaime Gomez, Stacy Ferguson, David Guetta, Mark Knight, Adam Walder, Jean Babtiste, Jamie Munson, Robert Ginyard | 4:32  |

## Písně
- The Time (The Dirty Bit)